# Volo Korean Air 015
Il volo Korean Air Lines 015 era un Boeing 747-200 che operava un volo passeggeri dall'aeroporto internazionale di Los Angeles, a Los Angeles, in California, all'aeroporto internazionale di Seul-Gimpo a Seul, in Corea del Sud con uno scalo intermedio ad Anchorage, in Alaska, che si schiantò durante un tentativo di atterrare il 19 novembre 1980. Dei 226 passeggeri e membri dell'equipaggio a bordo 15 rimasero uccisi nell'incidente. L'aereo rimase irreparabilmente danneggiato.

## L'incidente
Il vento era calmo con una visibilità di 1.000 m nella nebbia mentre il 747 coreano si stava avvicinando alla pista 14 dell'aeroporto internazionale di Seul-Gimpo. Il pilota segnalò di avere problemi con i comandi poco prima che l'aereo atterrasse a 90 metri dalla soglia e toccasse un pendio del terrapieno. Il vano di carico dell'aereo si ruppe dopo che il carrello di atterraggio principale fu spinto al suo interno. Il volo 015 scivolò lungo la pista a pancia in giù e scoppiò un incendio. L'aereo fu evacuato, ma sei membri dell'equipaggio e nove passeggeri rimasero uccisi nell'incidente e quattro passeggeri riportarono delle ferite serie.

## La causa
Gli investigatori determinarono che il velivolo schiantò prima della pista a causa di un errore dell'equipaggio in condizioni di scarsa visibilità.